# Samsung Galaxy Note (серия)
Семейство серии Samsung Galaxy Note представлено Android-смартфонами серии Samsung Galaxy, отличающимися большим экраном и поддержкой стилуса S Pen, а также планшетами со стилусом S Pen. Устройства разработаны и производятся южнокорейской компанией Samsung Electronics.

## История
Samsung Galaxy Note появился в сентябре 2011 года как революционное устройство, объединившее функции смартфона и планшета. Первый Galaxy Note был оснащен 5,3-дюймовым экраном, что для того времени считалось огромным размером.

### Остановка продаж и отзывы с рынка
Samsung попросил партнёров остановить продажи и обмены Samsung Galaxy Note 7, также Samsung рекомендовал пользователям «отключить питание и прекратить использование устройств». Причиной стали многочисленные инциденты с возгоранием, задымлением и перегревом телефона.
17 марта 2021 года компания заявила, что переносит выпуск нового Galaxy Note из-за нехватки микрочипов. Позднее, в декабре 2021 года, было анонсировано, что компания прекращает производство серии и не имеет планов на новые модели.

## Сравнение
Таблица, в первую очередь, предназначена для того, чтобы показать различия между моделями семейства серии Galaxy Note, в ней представлены только разблокированные и международные устройства.
|                       | Смартфоны | Смартфоны | Смартфоны | Смартфоны | Смартфоны             | Смартфоны | Смартфоны             |                                           |                                          | Планшеты | Планшеты | Планшеты | Планшеты |
| --------------------- | --- | --- | --- | --- | --------------------- | --- | --------------------- | ----------------------------------------- | ---------------------------------------- | --- | --- | --- | -------- |
| Galaxy Note (N7000)   | Galaxy Note II (N7100) | Galaxy Note 3 (N900/N9005) | Galaxy Note 4 | Galaxy Note Edge | Samsung Galaxy Note 5 | Galaxy Note 7 | Samsung Galaxy Note 8 | Samsung Galaxy Note 9                     | Galaxy Note 8.0 (N5100)                  | Galaxy Note 8.1 (2014) | Galaxy Note 10.1 (N8000/N8100) | Galaxy Note 10.1 (2014) |          |
| Размеры               | 146,9×83×9,7 мм | 151,1×80,5×9,4 мм | 151,2×79,2×8,3 мм | 153,5×78,6×8,5 мм | 151,3x82,4x8,3 мм     | 153 x 76 x 7,6 мм | 153,5 x 73,9 x 7,9 мм | 162,6 x 74,8 х 8,5 мм                     | 161.9 x 76.4 x 8.8                       | H 210,8 мм (8,30 ″) W 135,9 мм (5,35 ″) D 8,1 мм (0,32 ″)                                                                                            | | H 262 мм (10,31 ″) W 180 мм (7,09 ″) D 8,9 мм (0,35 ″)                                                                                               |          |
| Вес (с батареей)      | 178 г | 180 г | 168 г | 163 г | 174 г                 | 171 г | 169 г                 | 195 г                                     | 201                                      | 338 г | | 599 г |          |
| Операционная система  | Android 2.3, доступно обновление до 4.0/4.1 | Android 4.1, доступно обновление до 4.4 | Android 4.3, доступно обновление до 5.0 | Android 4.4, доступно обновление до 6.0.1                                                                                |                       | Android 5.1.1, доступно обновление до 7.0 |                       | Android 7.1.1, доступно обновление до 9.0 | Android 8.1, доступно обновление до 10.0 | Android 4.1, доступно обновление до 4,4 | | Android 4.0, доступно обновление до 4.4 |          |
| Экран                 | 5.29 дюйма HD WXGA (1280x800) Super AMOLED | 5,55 дюйма HD 720p (1280x720) Super AMOLED Plus | 5,7 дюйма HD 1080p (1920x1080) Super AMOLED Full HD | 5,7 дюйма Quad HD (2560x1440) Super AMOLED Full HD                                                                       |                       | 5,7 дюйма Quad HD (2560x1440) Super AMOLED Full HD |                       |                                           | 2960 x 1440 (Quad HD+)                   | 8,0 дюймов HD WXGA (1280x800) PLS | | 10,1 дюйма HD WXGA (1280x800) Super PLS TFT |          |
| Чип                   | Samsung Exynos 4210 | Samsung Exynos 4412 Quad | Samsung Exynos 5 Octa (5420) | Samsung Exynos 5433 (LTE/LTE-A) или Snapdragon 805 (LTE Cat 6)                                                           |                       | Samsung Exynos 7420 (LTE Cat 6/ LTE Cat 9) |                       |                                           |                                          | Samsung Exynos 4412 Quad | Samsung Exynos 4412 Quad | Samsung Exynos 4412 Quad |          |
| Процессор             | двухъядерный ARM Cortex-A9 1,4 ГГц | четырёхъядерный ARM Cortex-A9 1,6 ГГц | четырёхъядерный ARM Cortex-A15 (1,9 ГГц) + четырёхъядерный ARM Cortex-A7 (1,3 ГГц) | четырёхъядерный ARM Cortex-A53 (1,3 ГГц) + четырёхъядерный ARM Cortex-A57 (1,9 ГГц), четырёхъядерный Krait 450 (2,7 ГГц) |                       | четырёхъядерный ARM Cortex-A57 (2,1 ГГц) + четырёхъядерный ARM Cortex-A53 (1,5 ГГц) |                       |                                           |                                          | четырёхъядерный ARM Cortex-A9 1,6 ГГц | | четырёхъядерный ARM Cortex-A9 1,4 ГГц |          |
| Графический процессор | ARM Mali-400MP4 (@266 МГц) | ARM Mali-400MP4 | Четырёхъядерный ARM Mali-T628 MP6 | Adreno 420 (Snapdragon 805) Mali-T760 MP6 (Exynos 5433)                                                                  |                       | ARM Mali T760 |                       |                                           |                                          | ARM Mali-400MP4 | ARM Mali-400MP4 | ARM Mali-400MP4 |          |
| Оперативная память    | 1 ГБ | 2 ГБ | 3 ГБ | 3 ГБ | 3 ГБ                  | 4 ГБ |                       |                                           |                                          | 2 ГБ | 2 ГБ | 2 ГБ | 2 ГБ     |
| флеш-память           | 16/32 ГБ | 16/32/64 ГБ | 16/32 ГБ | 32/64 ГБ |                       | 32/64 ГБ |                       |                                           |                                          | | | 16/32/64 ГБ |          |
| поддержка карт-памяти | microSD до 32 ГБ | microSD до 64 ГБ | microSD до 64 ГБ | microSD до 128 ГБ |                       | нет поддержки |                       |                                           |                                          | | | |          |
| 2G GSM/GPRS/EDGE      | 850/900/1800/1900 МГц | 850/900/1800/1900 МГц | 850/900/1800/1900 МГц | 850/900/1800/1900 МГц |                       | 850/900/1800/1900/2100 МГц |                       |                                           |                                          | Опционально | Опционально | Опционально |          |
| 3G WCDMA/HSPA         | Да | Да | Опционально | Опционально | Опционально           | Опционально | Опционально           | Опционально                               | Опционально                              | Опционально | Опционально | Опционально |          |
| 4G LTE                | Нет | Опционально | Опционально | Опционально | Опционально           | Опционально | Опционально           | Опционально                               | Опционально                              | Опционально | Опционально | Опционально |          |
| Интерфейсы            | Wi-Fi: 802.11a/b/g/n, Wi-Fi hotspot DLNA Wi-Fi Direct Bluetooth 3.0+HS Стандартный 5-pin microUSB 2.0 (Via MHL) поддержка HDMI поддержка USB OTG | Wi-Fi: 802.11a/b/g/n, Wi-Fi hotspot DLNA Wi-Fi Direct Bluetooth 4.0+LE Стандартный 5-pin microUSB 2.0 (Via MHL) поддержка HDMI поддержка USB OTG NFC | Wi-Fi 802.11a/b/g/n/ac Wi-Fi Direct NFC Bluetooth 4.0 GPS (A-GPS) DLNA | Wi-Fi 802.11a/b/g/n/ac Wi-Fi Direct NFC Bluetooth 4.1 GPS (A-GPS)                                                        |                       | Wi-Fi 802.11a/b/g/n/ac Wi-Fi Direct NFC Bluetooth 4.2 GPS (A-GPS) |                       |                                           |                                          | Wi-Fi: 802.11a/b/g/n, Wi-Fi hotspot DLNA Wi-Fi Direct Bluetooth 4.0+LE Стандартный 5-pin microUSB 2.0 (Via MHL) поддержка HDMI поддержка USB OTG NFC | Wi-Fi: 802.11a/b/g/n, Wi-Fi hotspot DLNA Wi-Fi Direct Bluetooth 4.0+LE Стандартный 5-pin microUSB 2.0 (Via MHL) поддержка HDMI поддержка USB OTG NFC | Wi-Fi: 802.11a/b/g/n, Wi-Fi hotspot DLNA Wi-Fi Direct Bluetooth 4.0+LE Стандартный 5-pin microUSB 2.0 (Via MHL) поддержка HDMI поддержка USB OTG NFC |          |
| Камера                | 8 Мп 1080p HD-видео запись Передняя камера: 2 Мп (запись видео VGA)                                                                              | 8 Мп 1080p HD-видео запись Передняя камера: 1,9 Мп (запись видео 720p video recording)                                                               | 13 Мп с автофокусом, программной стабилизацией, светодиодная вспышка, распознавание лица и улыбки, Geo-tagging запись видеоразрешением 1080p и 4K, 4K сенсор BSI, динамический диапазон фото | |                       | 16 Мп с автофокусом, обратной засветкой, оптической стабилизацией, светодиодная вспышка, распознавание лица и улыбки, Geo-tagging, запись видеоразрешением 1080p и 4K, 4K сенсор BSI, динамический диапазон фото |                       |                                           |                                          | 5 Мп 1080p HD-видео запись Передняя камера: 1,3 Мп (запись видео 720p)                                                                               | | 5 Мп 1080p HD-видео запись Передняя камера: 1,9 Мп (запись видео 720p)                                                                               |          |
| Аккумулятор           | 2500 мА·ч | 3100 мА·ч | 3200 мА·ч | |                       | 3000 мА·ч |                       |                                           |                                          | 4600 мА·ч | | 7000 мА·ч |          |